# Calodera lapponica
Calodera lapponica är en skalbaggsart som beskrevs av J. Sahlberg 1876. Calodera lapponica ingår i släktet Calodera, och familjen kortvingar. Arten är reproducerande i Sverige.